# بابلو برونا
بابلو برونا (بالإسبانية: Pablo Bruna)‏ هو ملحن إسباني، ولد في 22 يونيو 1611 في دروقة في إسبانيا، وتوفي بنفس المكان في 27 يونيو 1679.

## وصلات خارجية
- بابلو برونا على موقع ميوزك برينز (الإنجليزية)
- بابلو برونا على موقع ديسكوغز (الإنجليزية)